# Юшунев, Николай Лукич
Николай Лукич Юшунев (настоящая фамилия — Лукин) (3 (15) декабря 1895, Яншихово, Цивильский уезд, Казанская губерния — 31 августа 1942, в районе Сталинграда) — чувашский государственный деятель, председатель ЦИК Чувашской АССР (сентябрь 1927—март 1929). Участник трёх войн.

## Биография
Окончил двухклассное училище. В 1911 году поступил на учёбу в Симбирскую чувашскую учительскую школу, которую окончил в 1914 году.
В 1916 году призван на службу в русскую императорскую армию. Участник Первой мировой войны. Младший унтер-офицер. После февральской революции 1917 года выбран в солдатский комитет батальона. В конце 1917 года в связи с заболеванием демобилизовался и жил в деревне. С июля 1918 мобилизован в РККА, воевал на Восточном фронте. В октябре 1918 вступил в РКП(б), сразу был избран в комитет партии Цивильского уезда, где он был в качестве комиссара по продовольствию для Красной Армии. В 1918 военный комиссар и комиссар продовольствия Цивильского уезда, первый председатель уездного комитета комсомола.
Участник гражданской войны. Весной 1920 добровольцем ушёл на фронт, направлен на Южный фронт, против войск Врангеля. Воевал в составе 52-й дивизии 6-й армии. Командовал сначала ротой, затем батальоном. Его батальон участвовал в штурме Перекопского перешейка. В ноябре 1920 года во время ожесточенного боя за Татарский вал, вблизи деревни Юшунь, был ранен и лечился в госпитале. В знак крымских событий принял фамилию Юшунев.
После окончания гражданской войны, с 1921 года — преподаватель дивизионной школы младшего комсостава.
В 1923–1925 заведовал Яншихово-Норвашской школой (Чувашская трудовая коммуна), затем был заведующим отделом народного образования. В 1923–1924 член облисполкома. Был избран секретарем Цивильского уездного комитета РКП(б), в 1926–1927 — председатель исполкома Чебоксарского уездного совета.
С сентября 1927 по март 1929 — председатель Центрального исполнительного комитета Чувашской АССР.
В 1929–1931 — глава Представительства Чувашской АССР при Всероссийского центрального исполнительного комитета. Позже в 1931–1933 работал инструктором в Президиуме Всероссийского центрального исполнительного комитета. В 1933 году в Москве в издательстве «Власть Советов» при Президиуме ВЦИК была издана книга Н. Юнушева «Чувашская АССР», в которой, в частности, было указано: «Одним из энергичнейших проводников этой руссификаторской миссионерской системы „просвещения“ среди чувашей (так называемой системы Ильминского) был царский служака, дворянин из чувашей, И. Яковлев, проработавший на поприще „просвещения“ 50 лет».
С октября 1933 по январь 1935 — начальник политотдела Туринской МТС, до февраля 1937 — первый секретарь Туринского райкома ВКП(б) Уральской области.
В феврале 1937 отозван в Чебоксары на должность заместителя уполномоченного комиссии партийного контроля при ЦК ВКП(б) по Чувашской АССР.
В конце 1937 был обвинён в поддержке «буржуазных националистов», либерализме и антипартийном поведении, 20 ноября исключён из партии. Уехал из Чувашии, работал учителем в Челябинской области, затем на станции Увек под Саратовым.
Участник Великой Отечественной войны. Летом 1942 добровольцем ушёл на фронт. В действующей армии участвовал в обороне Сталинграда.
В том же году тяжело ранен в бою под Сталинградом и умер в госпитале, был похоронен в Сталинграде. Посмертно реабилитирован в партийном отношении в 1989 году.